# David Evans (Unternehmer)
David William Evans ist ein britischer Unternehmer.

## Karriere
Nachdem er ein MBA erworben hatte, arbeitete er lange Zeit in der Werbebranche. Nachdem er außerdem eine Zeit lang als Betriebsleiter tätig gewesen war, wechselte er in ein US-Unternehmen in der Incentive-Branche.
1980 gründete er sein eigenes Unternehmen, die Grass Roots Group, das 2010 mit über 1100 Mitarbeitern einen Umsatz von 235 Mio. GBP erzielte und dessen CEO er noch heute ist.
Im Jahr 2008 wurde David Evans in Anerkennung seiner Bemühungen im Bereich CSR durch Königin Elisabeth II. zum Member of the Order of the British Empire (MBE) ernannt.